# Échographie pleurale
L'échographie pleurale est un examen médical. Il s'agit d'une échographie du thorax explorant les anomalies de la plèvre, en particulier les épanchements pleuraux, et du poumon. Au cours de l'examen, il est également possible de réaliser une ponction écho-guidée d'un épanchement ou d'une structure.

## Indications

Exemple d'échographie pleurale chez un patient aux antécédents de radiothérapie thoracique. Le poumon bouge avec les mouvements respiratoires et présente un aspect festonné.

En débrouillage, lors de l'évaluation des polytraumatisés, l'échographie pleurale recherche en priorité un pneumothorax ou un hémothorax.
Il est possible de réaliser une biopsie pleurale ou pulmonaire guidée par l'échographie.
COVID-19 : Selon une étude publiée en avril 2020, l'échographie pulmonaire est assez précise pour détecter les affections pulmonaires et pleurales du poumon maternel chez la femme enceinte  ; les caractéristiques échographiques des aspects pulmonaire de la COVID-19 sont « des artefacts verticaux hyperéchogènes diffus avec une ligne pleurale épaissie et un «poumon blanc» avec une distribution inégale ».

## Structures visualisée
L'échographie pleurale permet de visualiser la paroi thoracique, la plèvre, et le parenchyme pulmonaire.